# Magical Mystery Tour (téléfilm)
Pour les articles homonymes, voir Magical Mystery Tour.
Pour plus de détails, voir Fiche technique et Distribution.
Magical Mystery Tour est un téléfilm musical britannique réalisé par Bernard Knowles pour la BBC, avec la participation des Beatles, diffusé en 1967. 

## Synopsis
Les quatre Beatles partent à travers la campagne anglaise dans un voyage organisé, le Magical Mystery Tour. Un grand nombre d'aventures insolites vont arriver aux protagonistes. Il s'agit plus de la trame d'un film à sketchs que d'une histoire à proprement parler.
Seul Ringo et sa tante Jessie, les organisateurs, ainsi que M. Bloodvessel, un vieillard se prenant pour le guide, sont utilisés pour faire passer le spectateur d'une histoire à une autre. La narration est effectuée par John Lennon.

## Fiche technique
- Réalisation : Paul McCartney, John Lennon, Ringo Starr, George Harrison, Bernard Knowles
- Scénario : Paul McCartney, John Lennon, Ringo Starr, George Harrison
- Musique : John Lennon, Paul McCartney, George Harrison, Ringo Starr
- Production : Denis O'Dell
- Directeur de la photographie : Ringo Starr
- Cameraman : Aubrey Dewar, Tony Busbridge, Daniel Lacamore, Mike Sarason
- Son : Michael Lax
- Pays de production :  Royaume-Uni
- Durée : 55 minutes
- Genre : Téléfilm musical, comédie
- Date de diffusion : 26 décembre 1967

## Distribution
- John Lennon : Lui-même, le narrateur, le vendeur de tickets, un magicien
- Paul McCartney : Lui-même, un magicien, le Major McCartney
- George Harrison : Lui-même, un magicien
- Ringo Starr : Lui-même, un magicien
- Mal Evans : un magicien
- Jessie Robins : Mme Starkey (la tante de Ringo)
- Victor Spinetti : Sergent de l'armée
- Mandy Weet : Wendy Winters
- Ivor Cutler : Buster Bloodvessel
- George Claydon (en) : Little George le photographe
- Jan Carson : la strip-teaseuse
- Shirley Evans : L'accordéoniste
- Nat Jackley (en) : L'homme caoutchouc
- Nicola Hale : Nichola (la fillette)
- Derek Royle (en) : Jolly Jimmy
- Maggie Wright : La starlette
- le Bonzo Dog Doo-Dah Band
  - Vivian Stanshall (chanteur)
  - Neil Innes (piano)
  - Roger Ruskin Spear (en) (saxophone)
  - Sam Spoons (en) (saxophone)
  - Rodney Slater (en) (saxophone)
  - « Legs » Larry Smith (en) (batterie)

Plusieurs passagers du bus ne sont pas identifiés mais sont des amis du groupe tels Freda Kelly, Mike McGear, Spencer Davis ou Magic Alex. Neil Aspinall est aussi aperçu sur la route.

## Production

### Genèse
Le 7 avril 1967, Paul McCartney rejoint sa compagne, l'actrice Jane Asher, à Denver dans le Colorado pour fêter son 21e anniversaire. Lors de ce séjour, il repense à l'histoire qu'il avait entendue sur un écrivain américain, Ken Kesey, et son épopée dans un bus sans destination avec une troupe de hippies, les Merry Pranksters. Il se dit qu'un voyage similaire, replacé dans un contexte britannique pourrait servir de base solide au prochain long-métrage des Beatles.

## Tournage
Le tournage s'est déroulé de façon plus ou moins anarchique du 11 au 24 septembre à Newquay en Cornouailles, Taunton dans le Somerset et sur la base aérienne de West Malling dans le Kent. Les scènes de The Fool on the Hill sont tournées en France près de Nice le 30 et 31 octobre. D'autres sont enregistrées dans le jardin de Ringo Starr et dans les rues de Londres dans le courant du mois d'octobre.
La scène du striptease est tournée dans le club The Raymond Revuebar (en) du quartier Soho à Londres tenu par Paul Raymond. On y voit Jan Carson, une effeuilleuse de ce club, faire sa danse accompagnée du Bonzo Dog Doo-Dah Band interprétant leur chanson Death Cab for Cutie. Les images furent censurées lors de la présentation à la télévision.

## Sortie et accueil
La première diffusion a lieu le 26 décembre 1967 mais en noir et blanc sur la BBC One. Bien qu'elle attira près de 20 millions de téléspectateurs, la plupart furent plutôt confus et déçus par l'œuvre. Ce fut un flop retentissant, notamment parce que l'absence de couleurs ne permettait pas de rendre correctement son style psychédélique. La télévision française refusa pour sa part le film. On a dû attendre le 14 décembre 2012 pour finalement le voir sur les ondes américaines lorsque la PBS présenta la version restaurée, précédée du documentaire Magical Mystery Tour Revisited, bien qu'il fût présenté dans des cinéma de répertoire durant les années 1970. 
Les différentes chansons interprétées par le groupe sont publiées en Angleterre dans le double maxi du même nom tandis qu'en Amérique du Nord on les place sur un 33 tours augmenté des singles sortis durant l'année 1967. Des pièces de musique d'ambiance sont inclus dans le film, dont She Loves You jouée au limonaire avant la scène du marathon et une version orchestrale de All My Loving durant le rêve de la tante Jessie.

## Influences et postérité

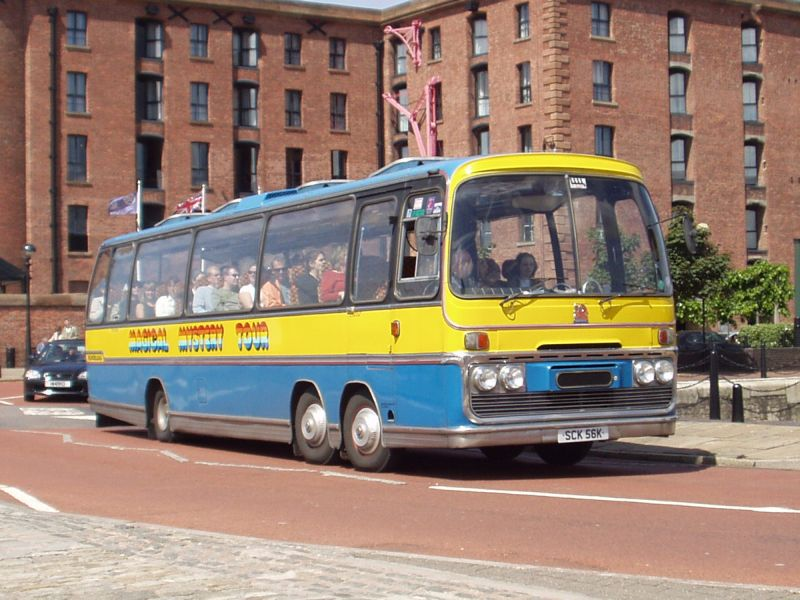
Une copie de l'autobus, un Bedford VAL Plaxton Panorama Elite II, à Liverpool.

- Les Monty Python semblent s'être inspirés de certains sketchs du film pour leurs réalisations (notamment dans Monty Python : Le Sens de la vie).
- Il est également probable que le film trouve une partie de son origine dans le livre de Tom Wolfe : Acid Test qui décrit le voyage à travers les États-Unis d'un groupe de hippies.
- Buster Bloodvessel, le nom du conducteur du bus joué par Ivor Cutler, est repris par Douglas Trendle du groupe de ska anglais Bad Manners[6].
- L'autobus, un Bedford VAL Panorama de 1959, a été racheté en 1988 par la Hard Rock International et longtemps utilisé à des fins promotionnelles. Il a été complètement restauré et, en 2025, placé en permanence dans leur complexe hôtelier de Hollywood en Floride[7].

## Réédition
Une réédition du film est parue le 8 octobre 2012 partout dans le monde et le lendemain en Amérique du Nord. Le DVD et le disque Blu-Ray contiennent en supplément des scènes coupées et des montages vidéo inédits de certaines des chansons. De plus, le 27 septembre 2012, le film est présenté pour la première fois au cinéma.